# Melanotus rectus
Melanotus rectus is een keversoort uit de familie kniptorren (Elateridae). De wetenschappelijke naam van de soort werd voor het eerst geldig gepubliceerd in 1990 door Elena Gurjeva.